# Massacultuur
Massacultuur is de verzamelnaam voor de leef- en denkwijze van het overgrote deel van de bevolking, ‘de massa’. Deze cultuur ontstond in de westerse wereld van de late negentiende eeuw en werd in de twintigste eeuw dominant.

## Negentiende eeuw
Het ontstaan van de massa is een direct gevolg van de nieuwe infrastructuur voor massacommunicatie en massamobiliteit die na 1850 in Europa en de Verenigde Staten werd opgebouwd: de spoorwegen, de telegraaf, de internationale lijndiensten in het scheepvaartverkeer, de verharding van de landwegen, de bouw van kanalen, de telefoon. De razendsnelle ontwikkeling van deze infrastructuur bracht een massale migratie op gang, overal in Europa begon het inwonertal van de steden spectaculair te groeien. In de USA gebeurde dat door de komst van miljoenen Europese emigranten. In Londen, Parijs, Berlijn, New York en Chicago ontstond de moderne massacultuur.
De opmars van deze cultuur ging samen met verstedelijking. De honderdduizenden nieuwkomers die stadbewoner werden, lieten de zekerheden, de gewoonten en de samenbindende regels van hun oude woonplaats (de 'gemeenschap') achter. Leven in de grote stad betekende aanzienlijk minder sociale controle dan op het platteland, dus meer individuele vrijheid en ruimte om zich zelfstandig te ontplooien. Het betekende echter ook dat iedereen meer op zichzelf was aangewezen en het risico van eenzaamheid. Anders dan het platteland bood de grote stad een weelde aan consumentenartikelen, een verrijking van het dagelijks leven, maar die beschikbaarheid was ook een aanjager van het materialisme dat een prominente eigenschap van de westerse massacultuur werd. De grote stad van de late negentiende eeuw trok de migranten naar zich toe. Niet alleen door de rijk geschakeerde arbeidsmarkt, maar ook door de belofte dat men er voor zichzelf een betere toekomst kon opbouwen. De grote stad was ook een culturele magneet, een boeiend schouwspel, met prachtig verlichte winkels, met innovaties als het panorama, het theater, de bioscoop, en met spectaculaire innovaties in de sector van café-restaurants en hotels.

## Begin twintigste eeuw
Rond 1900 werd wetenschappelijk vastgesteld dat de massa die in de grote steden ontstond heel eigen kenmerken had. Van Ferdinand Tönnies verscheen in 1887 een fundamentele analyse van de nieuwe samenleving die ontstond. Gustave le Bon publiceerde in 1895 een invloedrijke studie op het gebied van de massapsychologie. Georg Simmel beschreef de massa als sociologisch verschijnsel en constateerde een fundamentele verschuiving in waarden en normen. Sigmund Freud onderzocht de psychiatrische problematiek van de massamens, hij wees op de toenemende eenzaamheid, individualisering en op de cultivering van de persoonlijke vrijheid en aandacht voor het ego die tot egocentrisme en narcisme kunnen leiden.
Het begrip 'cultuur' heeft erg veel sociologische en antropologische definities, dat maakt het lastig om het begrip massacultuur sluitend te definiëren. De essentiële kenmerken, vooral individualisering en materialisme, werden echter al door de onderzoekers rond 1900 in kaart gebracht. Het boek van Le Bon leerde politieke leiders hoe ze de massa konden beïnvloeden; de nieuwe massamedia zoals de fotografie, de film, de geïllustreerde kranten en tijdschriften werden hun effectieve instrumenten. De propaganda van het nationaalsocialisme, zoals de producties van Leni Riefenstahl, is er een voorbeeld van. Ook het bedrijfsleven ging de nieuwe media gebruiken, het eerst in de Verenigde Staten. Met reclamecampagnes werd koopgedrag massaal gemaakt en in geplande richtingen gestuurd.

## Late twintigste eeuw
De verstedelijking, de ontwikkeling van de infrastructuur voor communicatie en mobiliteit en de technieken voor massaproductie lieten in de tweede helft van de twintigste eeuw een geweldige groei zien. In de nog jonge massacultuur van de late negentiende eeuw waren individualisering, de cultivering van het eigen 'ik' en het materialisme opmerkelijke verschijnselen. In de late twintigste eeuw werden ze dominante, overal ervaarbare eigenschappen van de westerse manier van leven. De nieuwe massamedia, de televisie en het internet, werden de krachtigste dragers van de moderne massacultuur. De massamens volgt wat de mode dicteert en wat trendsetters zeggen en doen. De moderne mens eet en drinkt zoals ‘iedereen’, ontspant zich met graag met massatoerisme en massarecreatie, en voelt zich tegelijk een volstrekt unieke persoonlijkheid.